# Eugène Baudin (politiker)

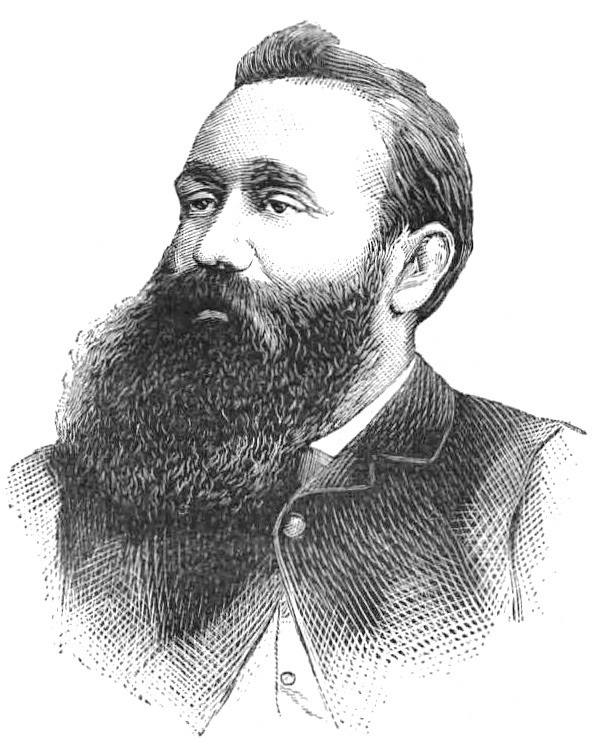
Eugène Baudin.

Eugène Baudin, född den 29 augusti 1853 i Vierzon (Cher), död den 11 april 1918 i Granges-sur-Aube (Marne), var en fransk politiker.
Baudin var liksom sin far porslinsarbetare, slöt sig till socialismen och blev vid valen till lagstiftande kåren 1869 dömd till fängelse för majestätsbrott på grund av sitt angrepp mot den officielle kandidaten. Baudin kom sedan till Paris, slöt sig till Internationalen och tillhörde under belägringen av Paris franktirörerna. Ivrig anhängare av kommunen, blev han vid dess fall dömd till döden, men flydde till England, där han uppehöll sig som porslinsarbetare. År 1881 återkom han till Frankrike, fick åtskilliga offentliga förtroendeuppdrag i sin hembygd, men föll 1885 igenom vid valen till deputeradekammaren. Hans uppträdande vid strejken i Vierzon samma år, där han motsatte sig militären, ådrog honom två månaders fängelse och fem års förlust av medborgerliga rättigheter. År 1889 valdes han som socialisternas kandidat till deputerad för Bourges och blev snart en av de mera bemärkta i deputeradekammarens socialistgrupp.